# Paulo Sérgio de Oliveira Lima
Paulo Sérgio de Oliveira Lima (Rio de Janeiro, 24 de julho de 1953) é um ex-goleiro de futebol brasileiro que atuou nas décadas de 1970 e 1980. Nos anos 1990 foi para o futebol de areia.

## Carreira
Foi revelado pelo Fluminense em 1972, onde permaneceu até 1975. No tricolor venceu o Campeonato Carioca de 1973 e 1975. Nos dois anos seguintes teve passagens por CSA e Volta Redonda. Depois ainda passou mais dois anos no Americano-RJ antes de chegar em 1980 ao Botafogo. Destacou-se pelo alvinegro e chegou à Seleção Brasileira, onde fez 3 jogos levando apenas um gol. Foi convocado para a Copa do Mundo de 1982 e inscrito com a camisa de número 12.
Deixou o clube da Estrela Solitária em 1985 para defender o Goiás, meses depois migrou para o América-RJ e, em 1986 jogou pelo Vasco. No ano seguinte voltou ao America do Rio, onde ficou até 1988, quando encerrou sua carreira nos gramados.
Na década de 1990 defendeu a Seleção Brasileira de Futebol de Areia junto com outros ex-jogadores, como Zico e Júnior, eles foram alguns dos responsáveis pela difusão do esporte pelo Brasil e o mundo. Hoje, Paulo Sérgio mora em Vitória e faz comentários na televisão sobre futebol e competições do futebol de areia.

## Títulos
Fluminense
- Campeonato Carioca: 1973 e 1975

Botafogo
- Torneio 23° Aniversário de Brasília: 1983
- Torneio de Genebra: 1984

Vasco
- Taça Guanabara: 1986